# E.B.E (X-ファイルのエピソード)
「E.B.E」（原題:E.B.E.）は『X-ファイル』のシーズン1第17話で、1994年2月18日にFOXが初めて放送した。本エピソードは「ミソロジー」に属するエピソードである。なお、タイトルのE.B.EとはExtraterrestrial Biological Entity（地球外生命体）の略称である。

## スタッフ
- 監督：ウィリアム・グラハム（英語版）
- 脚本：グレン・モーガン、ジェームズ・ウォン

## キャスト

### レギュラー
- デイヴィッド・ドゥカヴニー - フォックス・モルダー特別捜査官
- ジリアン・アンダーソン - ダナ・スカリー特別捜査官

### ゲスト
- ジェリー・ハーディン - ディープ・スロート
- ブルース・ハーウッド - ジョン・フィッツジェラルド・バイヤース
- トム・ブレイドウッド - メルビン・フロヒキー
- ディーン・ハグランド - リチャード・ラングリー
- ピーター・ラクロワ - ランハイム（フランク・ドルース）

## ストーリー
イラク上空。イラク空軍の戦闘機がUFOを撃墜した。
テネシー州ヘンダーソン郡レキシントン。トラック運転手のランハイムは運転中にUFOらしきものに遭遇し、暗闇に向かって発砲した。翌日、モルダーとスカリーはその調査に赴くが、ランハイムの取り調べが不十分なうちに、地元警察が彼を釈放してしまう。その帰り道、スカリーは精算所で隣にいた女性からペンを貸してくれと頼まれ、それを承諾した。
ワシントンD.C.に戻った2人は政府の陰謀を暴くために活動しているローン・ガンメンの3人に会いに行く。3人はモルダーの協力者でもあった。その後、2人はFBIに戻った。しばらくして、スカリーは精算所で貸したペンが盗聴器付きのペンにすり替えられていたことに気が付く。これを受けて、モルダーはディープ・スロートに会いに行った。ディープ・スロートはモルダーにイラク空軍の通信の傍受記録を手渡す。そこには、UFO撃墜時の状況が書かれていた。その頃、スカリーはランハイムの一件の調査を続け、ランハイムのトラックの重量が通常より2000ポンドも重かったことと、ランハイムの本名がフランク・ドルースであることを知った。
モルダーはコロラド州へと向かうランハイムのトラックを追跡しようとしたが、アパートにディープ・スロートが訪ねて来てジョージア州で撮影されたUFOの写真を渡される。これを見たモルダーはランハイムのトラックは囮にすぎず、撃墜されたUFOは別の場所にあると思ったが、スカリーの指摘で、UFOの写真が偽造されたものだと気づく。モルダーがディープ・スロートを問い詰めると、彼はモルダーをミスリードしようとしたことを認めた。そして、ランハイムのトラックでUFOの残骸とその搭乗者が移送されていたことを認めた。モルダーとスカリーはトラックを追跡するべく、ラスベガスへ向かった。
2人はトラックに追いつき、尾行を開始したが、その最中に謎の現象が起きた。突然止まったトラックの中を調べたが、運転手と「搭乗員」はそこにいなかった。トラックが停止した付近を調べたモルダーは、この現象は自分たちの追跡をやめさせるために仕組まれた工作だと判断する。MUFONとNICAPの協力を受けたモルダーは、「搭乗員」がワシントン州マッタワにある発電所に運び込まれたことを知る。ローン・ガンメンから偽の身分証を手に入れた2人は発電所内に潜入した。「搭乗員」は2人が手に入れた身分証でははいることができないエリアに隔離されていた。そこで、モルダーは強行突破を試みるも失敗に終わり、2人は警備員に捕らえられる。
そこに、ディープ・スロートがやって来て、モルダーに「搭乗員」が死んだことを告げ、2人を解放する。

## 製作
本エピソードは「ミソロジー」の核心に触れた最初のエピソードである。グレン・モーガンは1976年の映画『大統領の陰謀』から本エピソードの着想を得た。発電所のシーンは、BCハイドロのロケーション・スカウトから送られてきた写真を見たモーガンとウォンが思いついたものである。実際に、このシーンはBCハイドロが所有する発電所で撮影された。また、本エピソードの最後のシーンは電流に関する実験を行っている研究所で撮影された。
本エピソードはローン・ガンメンの3人の初登場回でもある。当初、ローン・ガンメンは本エピソードにだけ登場する予定だったが、インターネットで予想外の人気を博したため、シーズン2以降にも登場することになった。ローン・ガンメンは、1993年6月に開催されたUFOコンベンションでモーガンが出会った人々をモデルに構築されたキャラクターである。なお、ローン・ガンメンの一人、メルビン・フロヒキーを演じることになったトム・ブレイドウッドは俳優ではなく、本シリーズにおける助監督だった。

## 評価
1994年2月18日、FOXは本エピソードを初めてアメリカで放映し、580万世帯が視聴した。
本エピソードは批評家から高い評価を受けた。『エンターテインメント・ウィークリー』は本エピソードにA評価を下し、「中身が充実していて、驚嘆させてくれるエピソードだ。ダークな雰囲気もいい。」「ローン・ガンメンというキャラクターも実に魅力的だ」としている。『A.V.クラブ』のザック・ハンドレンは「ところどころ重苦しいだけの部分があるが、全体的に見れば面白い」「ディープ・スロートの内面が垣間見えたのが「E.B.E」のハイライトだ」と述べている。『デン・オブ・ギーク』のマット・ハイは「「E.B.E」は『X-ファイル』の「手の内をなかなか明かさない」という特徴がよく出ている。」と述べている。
本エピソードの脚本を執筆したジェームズ・ウォンは本エピソードの出来に満足しておらず、「いい脚本を執筆できたとは思えないんだ。僕たちは陰謀論と狂気に満ちた社会に焦点を当てた番組を作ろうとしていた。でも、僕たちは本当の意味で新しい地平を打ち立てたといえるだろうか。僕たちは本質を描いたのではなく、テクストを書き上げたに過ぎないのではないか。」と自問している。他方、『X-ファイル』の製作総指揮を務めるクリス・カーターは「「E.B.E」はシーズン1で最も好評だったエピソードの一つだ。特に、サメの水槽の前でモルダーとディープ・スロートが合うシーンは記憶に残るものだった。」「ジェリー・ハーディンの演技のおかげで、『X-ファイル』が提示する物語に信憑性が増した」と本エピソードを高く評価している。

## ノベライゼーション
1996年、レス・マーティンが本エピソードをヤングアダルト小説に翻案し、それをハーパーコリンズから出版した。日本語訳は楠木成文が担当し、同年にソニーマガジンズから『X‐ファイル〈9〉E.B.E. 地球外生命体』という題で出版された。